# SŽD-Baureihe Я
Die Lokomotive mit der Baureihenbezeichnung Я (deutsche Transkription Ja) war eine Garratt-Lokomotive der Sowjetischen Eisenbahnen (SŽD).

## Geschichte
Die einzelne Dampflokomotive der Klasse Я war die schwerste und größte jemals gebaute Garratt-Lokomotive und auch die einzige für die russische Breitspur (1524 mm). Die Lokomotive wurde 1932 von Beyer-Peacock mit der Fabriknummer 6737 geliefert. Die Montage der Lok erfolgte im Ausbesserungswerk Proletarski. Danach erfolgte Erprobungen in den Monaten Februar und März 1933 auf der Strecke von Jekaterinburg nach Tscheljabinsk. In der zweiten Jahreshälfte wurden im Wissenschaftlichen Forschungsinstitut für Eisenbahnwesen fahr- und wärmetechnische Tests durchgeführt.
Keine andere Garratt wurde jemals unter Bedingungen betrieben, wie sie in Russland anzutreffen waren. Wegen der Temperaturen, die unter −40 °C sinken konnten, waren alle Dampfleitungen des Fahrzeugs mit Entwässerungsventilen versehen, damit sie nicht einfrieren konnten, wenn die Lokomotive abgestellt war. Bei den Tests zeigte es sich, dass die indizierte Leistung und der spezifische Dampfverbrauch nicht den Erwartungen entsprach.
Die Я-01 war offenbar kein großer Erfolg, denn sie soll bereits 1937 zerlegt worden sein. Offiziell wurde sie 1957 aus dem Bestand der Ostsibirischen Eisenbahn gestrichen. Dabei haben wahrscheinlich auch politische Gründe eine Rolle gespielt; man wollte nicht von ausländischen Lizenzen und Importen abhängig sein. Da der sowjetische Gegenentwurf, eine Lokomotive mit der Achsfolge 2'G'2 (AA20), ein vollkommener Fehlschlag war, begrenzte man die Gewichte der Züge so weit, dass diese von 1'E1'-Lokomotiven bewältigt werden konnten.
Die Rolle der größten erfolgreichen Garratt fiel deshalb der Klasse 59 der East African Railways zu, die trotz ihrer Auslegung für Meterspur den gleichen Kesseldurchmesser wie die Я-01 aufweist und deren Reibungsgewicht sogar etwas höher ist.

## Technische Merkmale

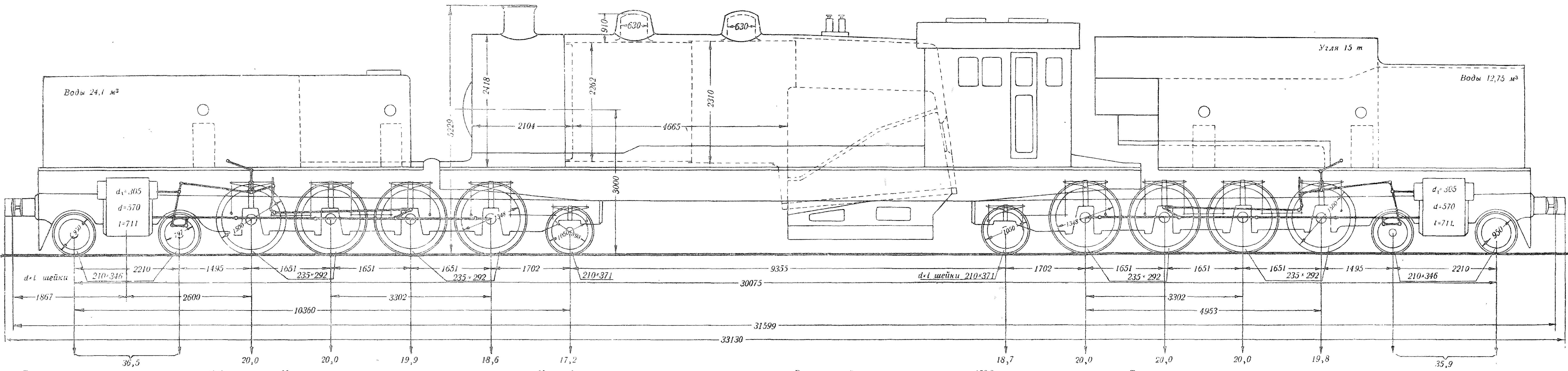
Typenskizze

Die Lokomotive mit der Achsfolge (2'D1')(1'D2') war für eine Achslast von 20 t und die Beförderung von 2500 t schweren Zügen ausgelegt und entwickelte eine Zugkraft von 35.700 kg. Der Kessel mit einer Rostfläche von 7,94 m² wurde über einen mechanischen Stoker mit Kohle gefeuert.